# Bernd Küster
Bernd Küster (* 1952) ist ein deutscher Kunsthistoriker.

## Biografie
Küster studierte Kunstgeschichte, Literaturwissenschaft und Philosophie an der Universität Marburg und wurde 1979 zum Dr. phil. promoviert. Anschließend waren unter anderem Marburg, Osterholz-Scharmbeck und Bremen seine beruflichen Stationen. Von 1991 bis 1999 war er Leiter der Kunsthalle Wilhelmshaven und anschließend Direktor des Landesmuseums für Kunst und Kulturgeschichte in Oldenburg. Seit 2002 hat er einen Lehrauftrag im Fachbereich Kunst/Kunstpädagogik an der Universität Osnabrück und wurde 2003 zum Honorarprofessor ernannt. Von August 2009 bis zu seinem Ruhestand Ende Dezember 2017 war er Direktor der Museumslandschaft Hessen Kassel. Er ist seit 2015 Mitglied der Historischen Kommission für Hessen.
Küster hat zahlreiche Künstlermonografien und Kataloge zu Kunstausstellungen verfasst.
1987 erhielt Küster den erstmals ausgelobten Otto-Ubbelohde-Preis des Landkreises Marburg-Biedenkopf verliehen.

## Veröffentlichungen (Auswahl)
- Transzendentale Einbildungskraft und ästhetische Phantasie. Zum Verhältnis von philosophischem Idealismus und Romantik. Forum Academicum in der Verlagsgruppe Athenäum, Hain, Scriptor, Hanstein, Königstein/Ts. 1979 ISBN 3-445-02008-6 (zugleich Dissertation Marburg, Universität, Fachbereich Neuere Deutsche Literatur und Kunstwissenschaft).
- Max Liebermann – ein Malerleben. Ellert & Richter Verlag, Hamburg 1988.
- Georg Müller vom Siel. ISBN 3-89995-068-2.
- Hans von Volkmann, Donat Verlag, Bremen 1998. ISBN 3-931737-41-1
- 100 Jahre – 100 Bilder. Merlin-Verlag, Gifkendorf 2009.
- Zeichenheft / Nr. 6. Neue Zeichnungen als Hommage an Ludwig Emil Grimm und seine zeichnenden Zeitgenossen. [2009?].
- Expressionismus – Auftakt zur Moderne in der Natur. Schünemann, Bremen 2008.
- Wilhelm M. Busch – Zeichner und Lehrer. Merlin-Verlag, Gifkendorf 2008.
- Der Erste Weltkrieg und die Kunst. Merlin-Verlag, Gifkendorf 2008.
- Alfred Kollmar. Städtische Galerie, Bietigheim-Bissingen 2007.
- Ich sehe eben anders. Donat, Bremen 2006.
- Künstlerkolonie Willingshausen. Verlag Atelier im Bauernhaus, Fischerhude 2006.
- TierARTen. Donat, Bremen 2006.
- 1905 – einhundert Jahre „Nordwestdeutsche Kunstausstellung“. Isensee, Oldenburg 2005.
- Claude Monet und sein Garten. Ellert und Richter, Hamburg 2004.
- Heinrich Vogeler im Ersten Weltkrieg. Donat, Bremen 2004.
- Hubertus Giebe, Akte. Merlin-Verlag, Gifkendorf 2004.
- Göttertage. Worpsweder Verlag, Bremen 2003.
- Carl Bantzer. Donat, Bremen 2002 / 2. korrigierte und erw. Aufl., Bremen 2003.
- Fritz Peyer – Photographien. Donat, Bremen 2002.
- Heinrich Giebel. Donat, Bremen 2001.
- Ludwig Knaus, der Zeichner. Merlin-Verlag, Gifkendorf 2001.
- Otto Ubbelohde. 2. veränderte Aufl., Lilienthal bei Bremen 1997, ISBN 3-922516-40-8.
- Otto Ubbelohde und Worpswede. Worpsweder Verlag, Worpswede 1984, ISBN 3-922516-32-7.
- Das Barkenhoff-Buch. Donat Verlag, Bremen 1989, erw. Neuauflage 2020, ISBN 978-3-943425-81-9.